# Hypericum mutilum
Hypericum mutilum es una planta de la familia Hypericaceae.

## Descripción
Hypericum mutilum es una hierba anual con tallos y ramas tetra-alados. El margen de su hoja se caracteriza por no ser glandulada, es antera con una glándula amarillenta. Sus hojas son ovaladas y oblongo-lanceoladas. Sus sépalos contienen un ápice mucronado. Se les puede encontrar como plantas acuáticas o subacuáticas.